# Miranda (Kolumbien)
Miranda ist eine Gemeinde (municipio) im Departamento Cauca in Kolumbien.

## Geographie
Miranda liegt in der Provincia del Norte in Cauca auf einer Höhe von 1120 m ü. NN, 122 km von Popayán und 47 km von Cali entfernt. Die Gemeinde grenzt im Norden an Florida im Departamento Valle del Cauca, im Osten an Rioblanco und Planadas im Departamento Tolima, im Süden an Corinto und Padilla und im Westen an Puerto Tejada.

## Bevölkerung
Die Gemeinde Miranda hat 42.639 Einwohner, von denen 31.291 im städtischen Teil (cabecera municipal) der Gemeinde leben (Stand: 2019).

## Geschichte
Miranda wurde offiziell 1899 gegründet und nach dem lateinamerikanischen Unabhängigkeitskämpfer Francisco de Miranda benannt. Zunächst war der Ort als El Espejuelo bekannt.

## Wirtschaft
Der wichtigste Wirtschaftszweig von Miranda ist die Landwirtschaft, wobei der Anbau von Zuckerrohr vorherrscht. Zudem gibt es illegalen Anbau von Cocapflanzen.